# Medalhistas olímpicos do hóquei no gelo

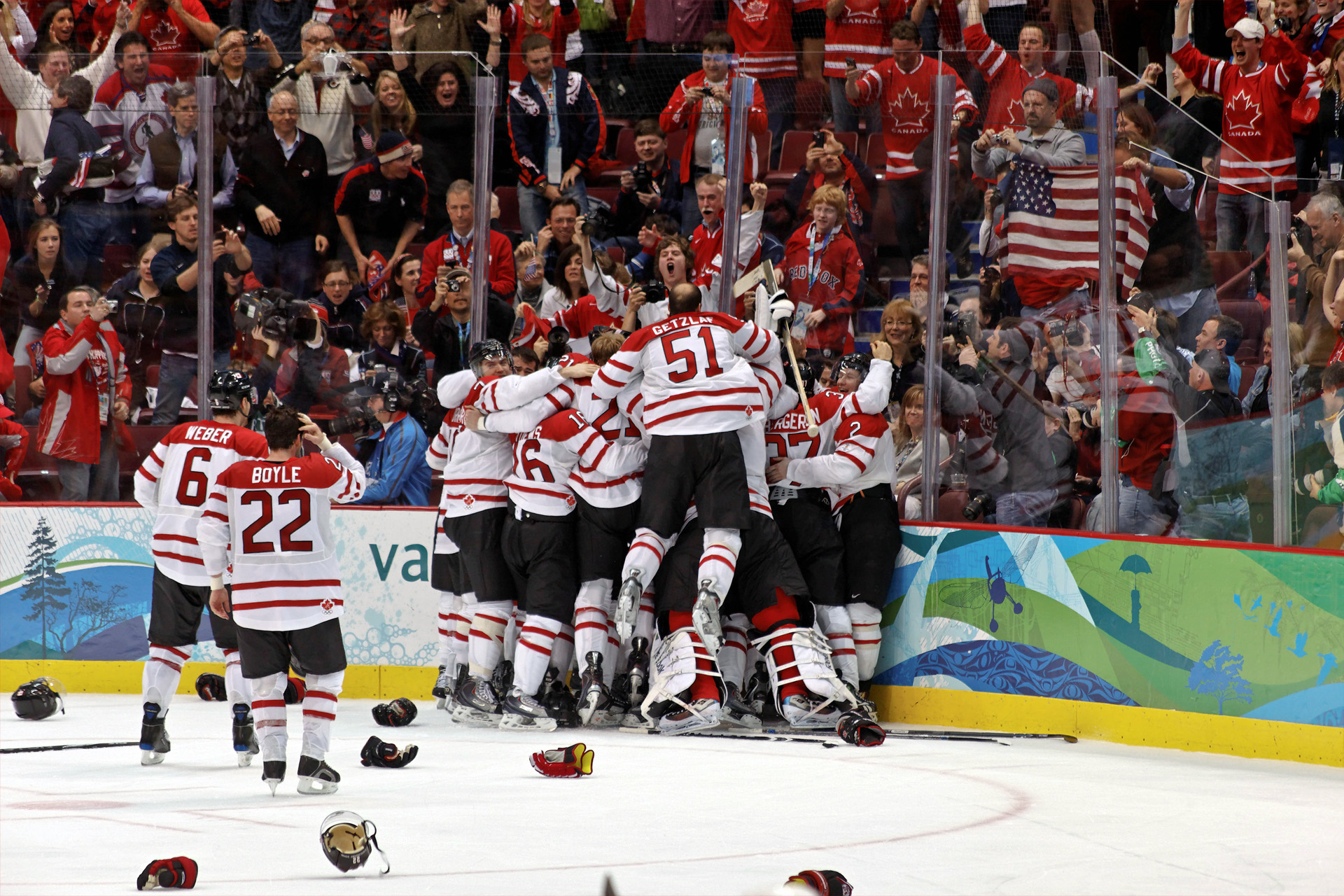
Equipe do Canadá celebra a medalha de ouro em Vancouver 2010.

Segue a lista dos medalhistas olímpicos no hóquei no gelo:

## Masculino

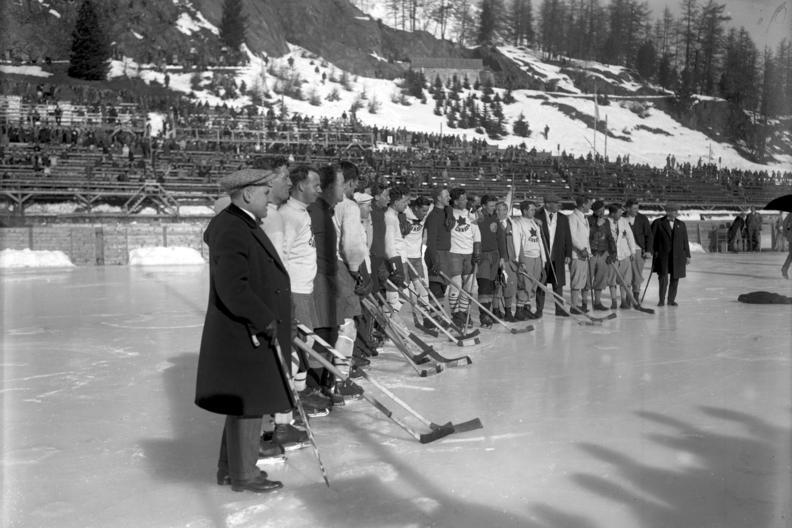
Atletas do Canadá e Suécia, medalhistas de ouro e prata em Saint Moritz 1928.

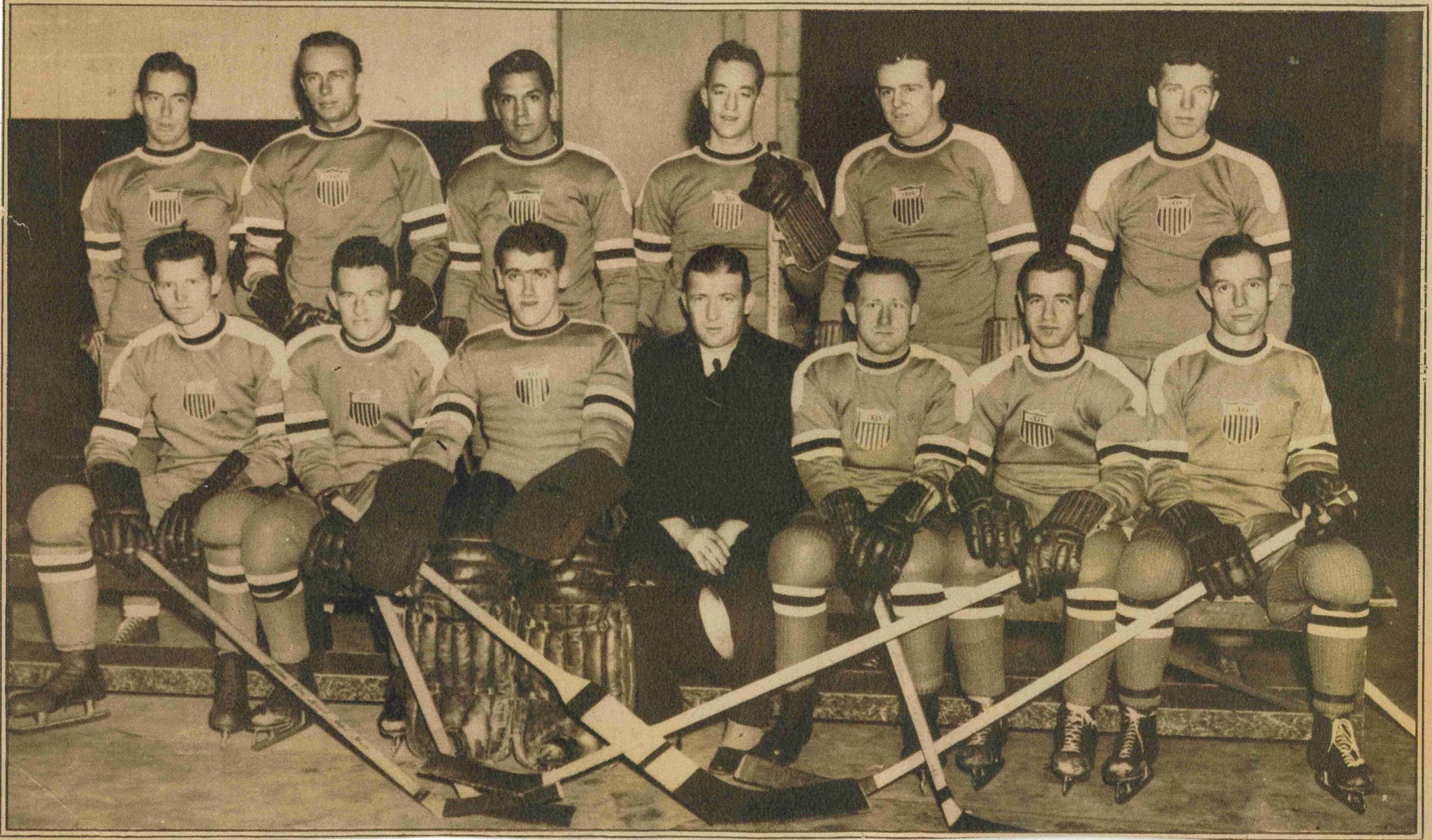
Estados Unidos ficou com a medalha de bronze em Garmisch-Patenkirchen 1936.

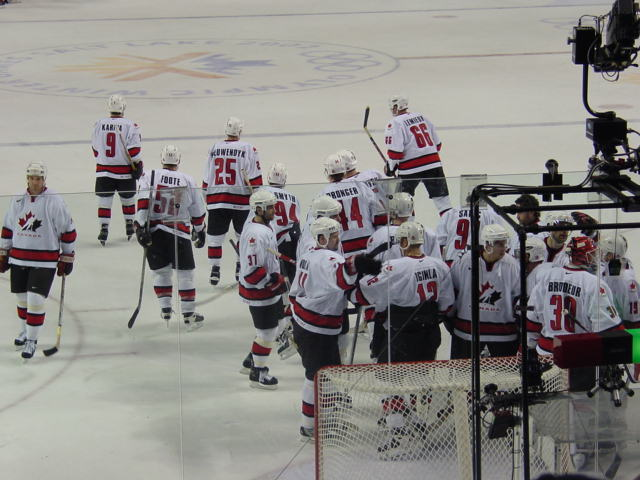
Canadá conquistou a medalha de ouro em Salt Lake City 2002.

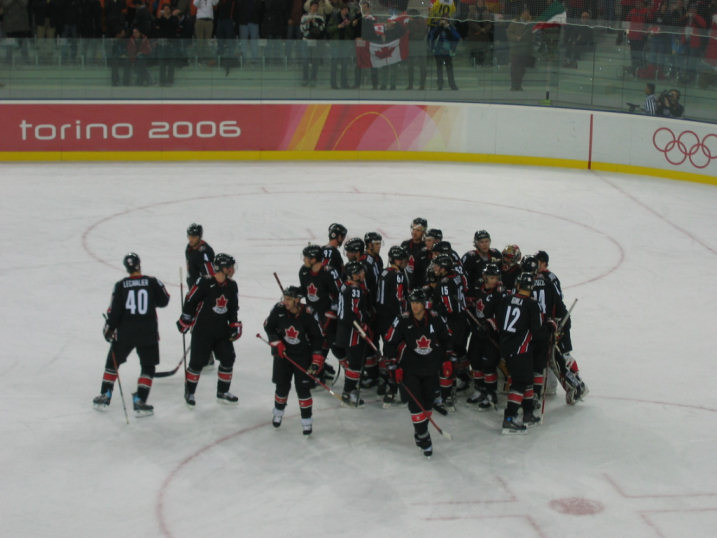
Equipe canadense campeã em Turim 2006.

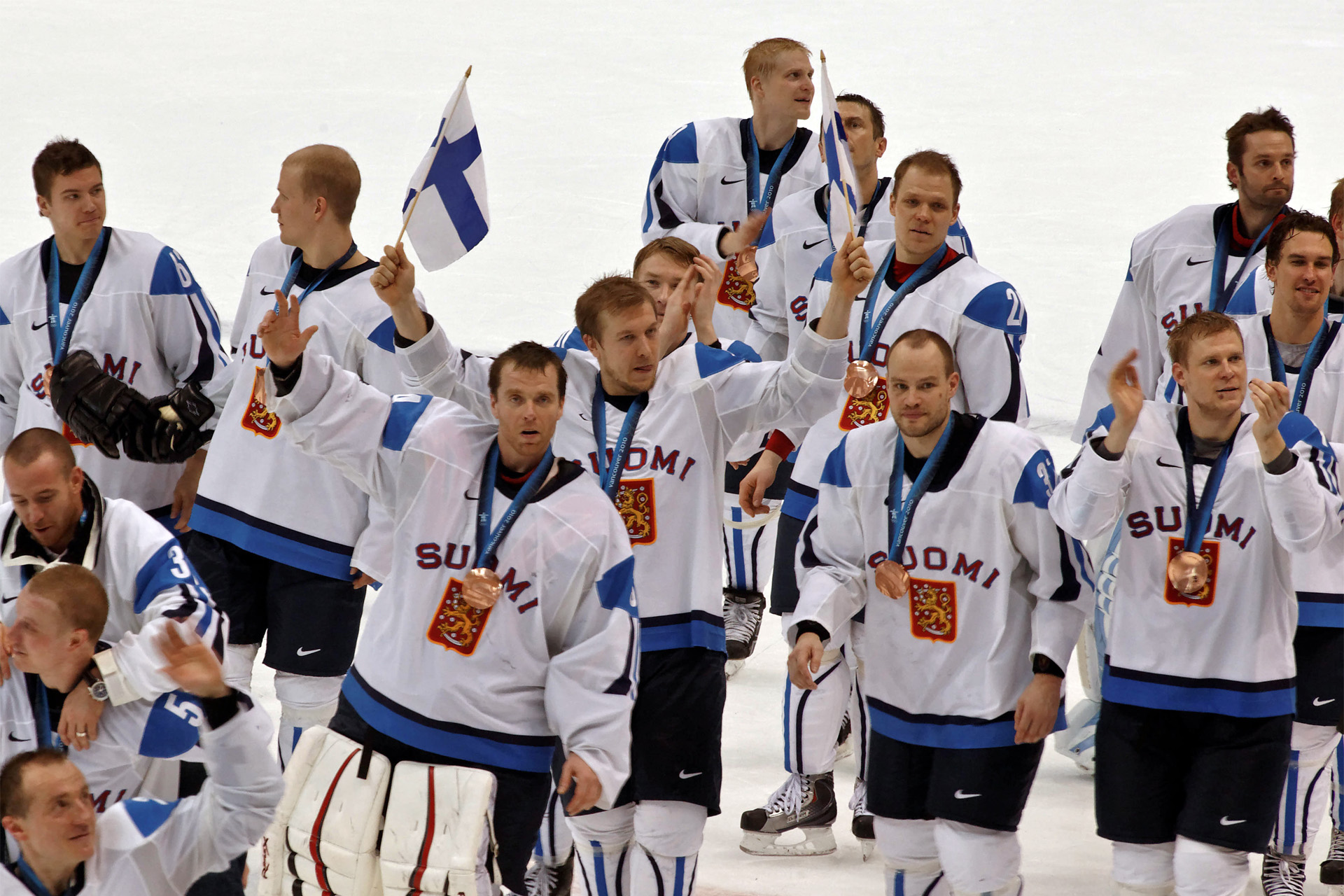
Finlandeses com as medalhas de bronze obtidas nos Jogos de 2010.

## Feminino

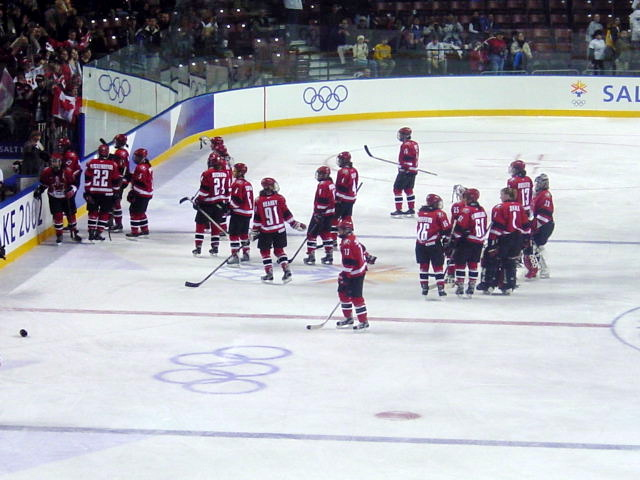
Canadenses campeãs em Salt Lake City 2002.

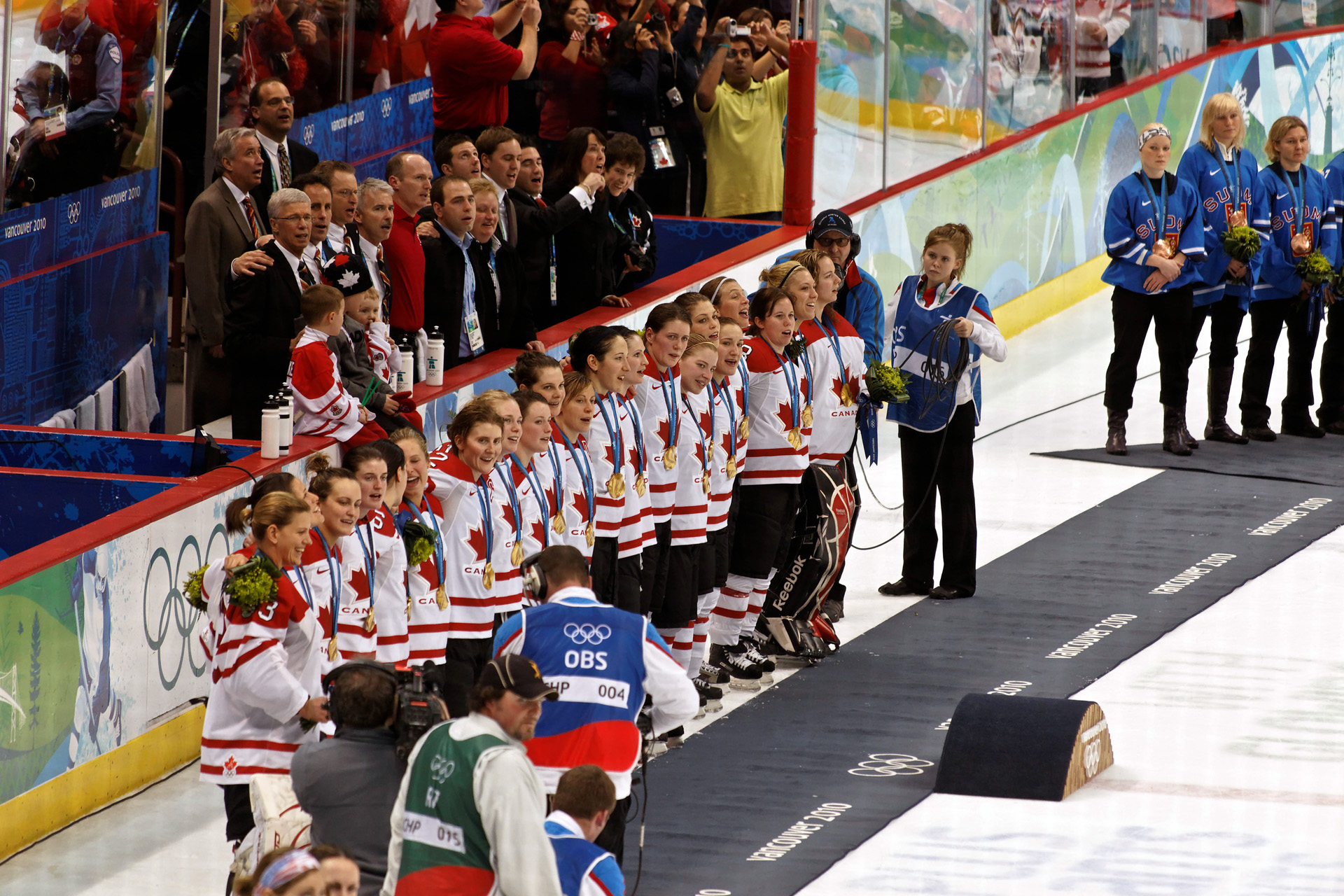
Equipe canadense campeã no torneio feminino em Vancouver 2010.

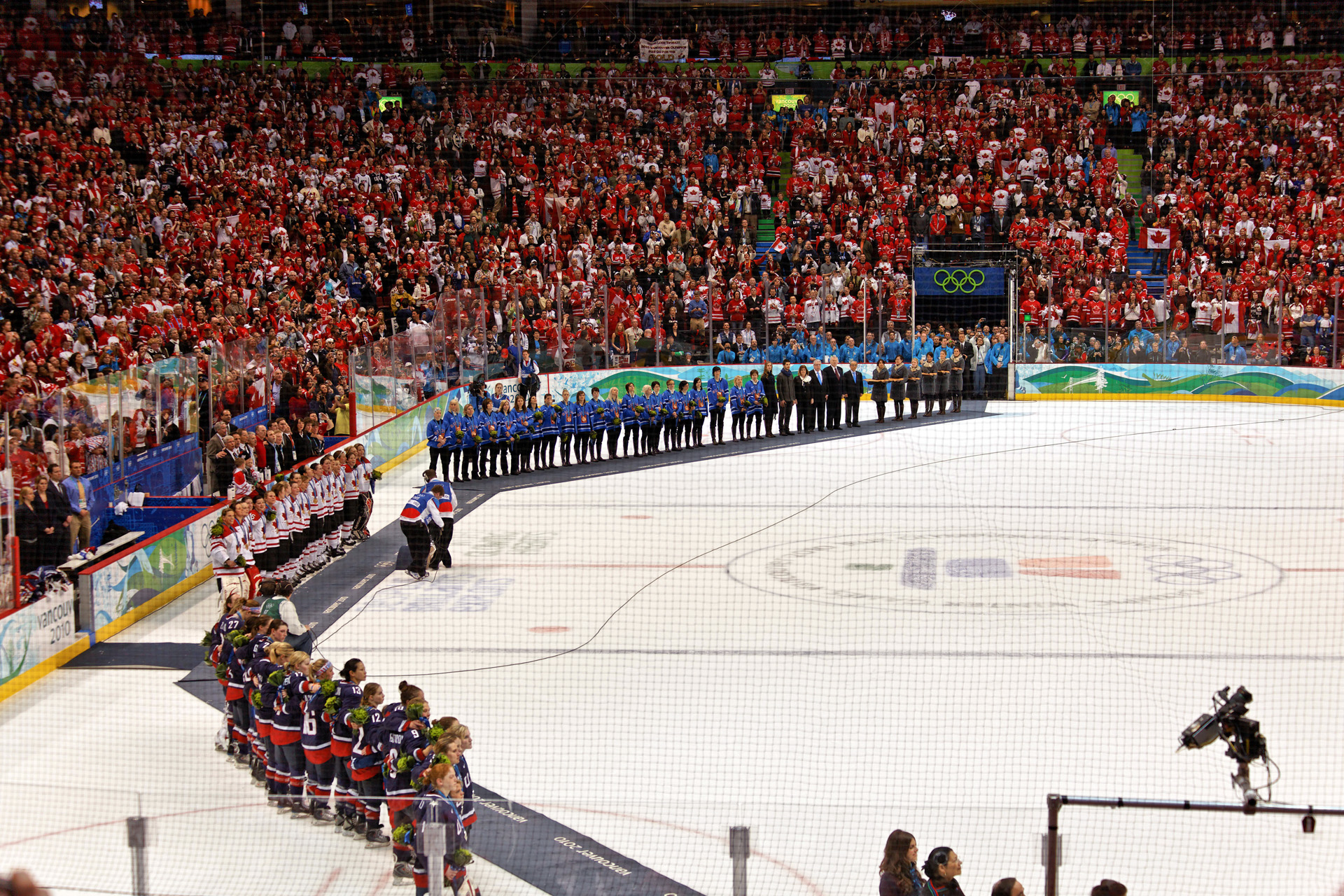
Pódio do hóquei no gelo feminino em 2010.

| Evento                         | Ouro | Prata | Bronze |
| ------------------------------ | --- | --- | --- |
| Nagano 1998 (detalhes)         | Chris Bailey Laurie Baker Alana Blahoski Lisa Brown-Miller Karyn Bye Colleen Coyne Sara Decosta Tricia Dunn Cammi Granato Katie King Shelley Looney Sue Merz Allison Mleczko Tara Mounsey Vicki Movsessian Angela Ruggiero Jenny Potter Jen Schmidgall Sarah Tueting Gretchen Ulion Sandra Whyte USA Estados Unidos                                                         | Jennifer Botterill Thérèse Brisson Cassie Campbell Judy Diduck Nancy Drolet Lori Dupuis Danielle Goyette Geraldine Heaney Jayna Hefford Becky Kellar Katheryn Mccormack Karen Nystrom Lesley Reddon Manon Rhéaume France St-Louis Laura Schuler Fiona Smith Vicky Sunohara Hayley Wickenheiser Stacy Wilson CAN Canadá                                                           | Sari Fisk Kirsi Hänninen Satu Huotari Marianne Ihalainen Johanna Ikonen Sari Krooks Emma Laaksonen Sanna Lankosaari Katja Lehto Marika Lehtimäki Riikka Nieminen Marja-Helena Pälvilä Tuula Puputti Karoliina Rantamäki Tiia Reima Katja Riipi Päivi Salo Maria Selin Liisa-Maria Sneck Petra Vaarakallio FIN Finlândia                                                     |
| Salt Lake City 2002 (detalhes) | Sami Jo Small Becky Kellar Colleen Sostorics Thérèse Brisson Cherie Piper Cheryl Pounder Lori Dupuis Caroline Ouellette Danielle Goyette Jayna Hefford Jennifer Botterill Hayley Wickenheiser Dana Antal Kelly Bechard Tammy Lee Shewchuk Kim St-Pierre Vicky Sunohara Isabelle Chartrand Cassie Campbell Geraldine Heaney CAN Canadá                                       | Sara Decosta Tara Mounsey Courtney Kennedy Angela Ruggiero Lyndsay Wall Karyn Bye Sue Merz Laurie Baker Andrea Kilbourne Allison Mleczko Jenny Potter Julie Chu Shelley Looney Krissy Wendell Katie King Cammi Granato Natalie Darwitz Chris Bailey Tricia Dunn Sarah Tueting USA Estados Unidos                                                                                 | Emelie Berggren Anna Andersson Maria Rooth Erika Holst Anna Vikman Evelina Samuelsson Maria Larsson Kristina Bergstrand Ann-Louise Edstrand Josefin Pettersson Lotta Almblad Joa Elfsberg Gunilla Andersson Nanna Jansson Therese Sjölander Ylva Lindberg Danijela Rundqvist Ulrica Lindström Kim Martin Annica Åhlén SWE Suécia                                            |
| Turim 2006 (detalhes)          | Becky Kellar Colleen Sostorics Charline Labonté Cherie Piper Cheryl Pounder Caroline Ouellette Danielle Goyette Jayna Hefford Jennifer Botterill Hayley Wickenheiser Kim St-Pierre Vicky Sunohara Cassie Campbell Gillian Ferrari Carla MacLeod Meghan Agosta Gillian Apps Gina Kingsbury Sarah Vaillancourt Katie Weatherston CAN Canadá                                   | Cecilia Andersson Gunilla Andersson Jenni Asserholt Ann-Louise Edstrand Joa Elfsberg Emma Eliasson Erika Holst Nanna Jansson Ylva Lindberg Jenny Lindqvist Kristina Lundberg Kim Martin Frida Nevalainen Emilie O'Konor Maria Rooth Danijela Rundqvist Therese Sjölander Katarina Timglas Anna Vikman Pernilla Winberg SWE Suécia                                                | Pam Dreyer Chanda Gunn Courtney Kennedy Angela Ruggiero Lyndsay Wall Helen Resor Caitlin Cahow Molly Engstrom Jamie Hagerman Krissy Wendell Kim Insalaco Jenny Potter Julie Chu Kelly Stephens Kathleen Kauth Kristin King Katie King Natalie Darwitz Tricia Dunn-Luoma Sarah Parsons USA Estados Unidos                                                                    |
| Vancouver 2010 (detalhes)      | Charline Labonté Kim St-Pierre Shannon Szabados Tessa Bonhomme Carla MacLeod Becky Kellar Colleen Sostorics Meaghan Mikkelson Catherine Ward Meghan Agosta Gillian Apps Jennifer Botterill Jayna Hefford Haley Irwin Rebecca Johnston Gina Kingsbury Caroline Ouellette Cherie Piper Marie-Philip Poulin Sarah Vaillancourt Hayley Wickenheiser CAN Canadá                  | Brianne McLaughlin Molly Schaus Jessie Vetter Kacey Bellamy Caitlin Cahow Lisa Chesson Molly Engstrom Angela Ruggiero Kerry Weiland Julie Chu Natalie Darwitz Meghan Duggan Hilary Knight Jocelyne Lamoureux Monique Lamoureux Erika Lawler Gisele Marvin Jenny Potter Kelli Stack Karen Thatcher Jinelle Zaugg-Siergiej USA Estados Unidos                                      | Mira Kuisma Noora Räty Anna Vanhatalo Jenni Hiirikoski Emma Laaksonen Rosa Lindstedt Terhi Mertanen Heidi Pelttari Mariia Posa Saija Sirviö Anne Helin Venla Hovi Michelle Karvinen Annina Rajahuhta Karoliina Rantamäki Mari Saarinen Nina Tikkinen Minnamari Tuominen Saara Tuominen Marjo Voutilainen Linda Välimäki FIN Finlândia                                       |
| Sóchi 2014 (detalhes)          | Meghan Agosta-Marciano Gillian Apps Mélodie Daoust Laura Fortino Jayna Hefford Haley Irwin Brianne Jenner Rebecca Johnston Charline Labonté Geneviève Lacasse Jocelyne Larocque Meaghan Mikkelson-Reid Caroline Ouellette Marie-Philip Poulin Lauriane Rougeau Natalie Spooner Shannon Szabados Jenn Wakefield Catherine Ward Tara Watchorn Hayley Wickenheiser CAN Canadá  | Kacey Bellamy Megan Bozek Alexandra Carpenter Julie Chu Kendall Coyne Brianna Decker Meghan Duggan Lyndsey Fry Amanda Kessel Hilary Knight Jocelyne Lamoureux Monique Lamoureux-Kolls Gisele Marvin Brianne McLaughlin Michelle Picard Josephine Pucci Molly Schaus Anne Schleper Kelli Stack Lee Stecklein Jessie Vetter USA Estados Unidos                                     | Janine Alder Livia Altmann Sophie Anthamatten Laura Benz Sara Benz Nicole Bullo Romy Eggimann Sarah Forster Angela Frautschi Jessica Lutz Julia Marty Stefany Marty Alina Müller Katrin Nabholz Evelina Raselli Florence Schelling Lara Stalder Phoebe Stanz Anja Stiefel Nina Waidacher SUI Suíça                                                                          |
| PyeongChang 2018 (detalhes)    | Lee Stecklein Cayla Barnes Megan Keller Kali Flanagan Monique Lamoureux-Morando Emily Pfalzer Meghan Duggan Haley Skarupa Kelly Pannek Brianna Decker Jocelyne Lamoureux-Davidson Gigi Marvin Hannah Brandt Hilary Knight Kacey Bellamy Sidney Morin Dani Cameranesi Kendall Coyne Amanda Kessel Nicole Hensley Alex Rigsby Maddie Rooney Amanda Pelkey USA Estados Unidos  | Shannon Szabados Meghan Agosta Jocelyne Larocque Brigette Lacquette Lauriane Rougeau Rebecca Johnston Laura Stacey Laura Fortino Jenn Wakefield Jillian Saulnier Meaghan Mikkelson Renata Fast Mélodie Daoust Bailey Bram Brianne Jenner Sarah Nurse Haley Irwin Natalie Spooner Emily Clark Marie-Philip Poulin Geneviève Lacasse Ann-Renée Desbiens Blayre Turnbull CAN Canadá | Eveliina Suonpää Meeri Räisänen Noora Räty Isa Rahunen Rosa Lindstedt Jenni Hiirikoski Mira Jalosuo Ella Viitasuo Minnamari Tuominen Ronja Savolainen Venla Hovi Linda Välimäki Annina Rajahuhta Riikka Välilä Petra Nieminen Emma Nuutinen Sanni Hakala Noora Tulus Sara Säkkinen Saila Saari Michelle Karvinen Tanja Niskanen Susanna Tapani FIN Finlândia                |
| Pequim 2022 (detalhes)         | Erin Ambrose Ashton Bell Kristen Campbell Emily Clark Mélodie Daoust Ann-Renée Desbiens Renata Fast Sarah Fillier Brianne Jenner Rebecca Johnston Jocelyne Larocque Emma Maltais Emerance Maschmeyer Sarah Nurse Marie-Philip Poulin Jamie Lee Rattray Jill Saulnier Ella Shelton Natalie Spooner Laura Stacey Claire Thompson Blayre Turnbull Micah Zandee-Hart CAN Canadá | Cayla Barnes Megan Bozek Hannah Brandt Dani Cameranesi Alexandra Carpenter Alex Cavallini Jesse Compher Kendall Coyne Schofield Brianna Decker Jincy Dunne Savannah Harmon Caroline Harvey Nicole Hensley Megan Keller Amanda Kessel Hilary Knight Abbey Murphy Kelly Pannek Maddie Rooney Abby Roque Hayley Scamurra Lee Stecklein Grace Zumwinkle USA Estados Unidos           | Sanni Hakala Jenni Hiirikoski Elisa Holopainen Sini Karjalainen Michelle Karvinen Anni Keisala Nelli Laitinen Julia Liikala Eveliina Mäkinen Petra Nieminen Tanja Niskanen Jenniina Nylund Meeri Räisänen Sanni Rantala Ronja Savolainen Sofianna Sundelin Susanna Tapani Noora Tulus Minttu Tuominen Viivi Vainikka Sanni Vanhanen Emilia Vesa Ella Viitasuo FIN Finlândia |